# كمكم
كمكم هو تشكيل حجري شبه صحراوي (يسمى أيضا حمادة) يقع جنوب شرق المغرب، في منطقة حدودية مع الجزائر وتابع للمجال الترابي لجهة درعة تافيلالت.
عرفت منطقة كمكم بعد اكتشاف فريق علمي دولي لحفريات ثلاثة أنواع جديدة من الزواحف الطائرة التي تسمى التيروصورات، كانت تعيش قبل حوالي 100 مليون عام بهاته المنطقة.

## الزواحف الطائرة
التيروصورات (الاسم العلمي: Pterosaurs) (أصل كلمة إغريقية تعني العظاءات المجنحة، وكثيراً ما يُشار إليها خطأ باسم الديناصورات الطائرة، مع أنها لا تعد من الديناصورات) كانت زواحف طائرة من الفرع الحيوي أو الرتبة المسماة التيروصوريا.

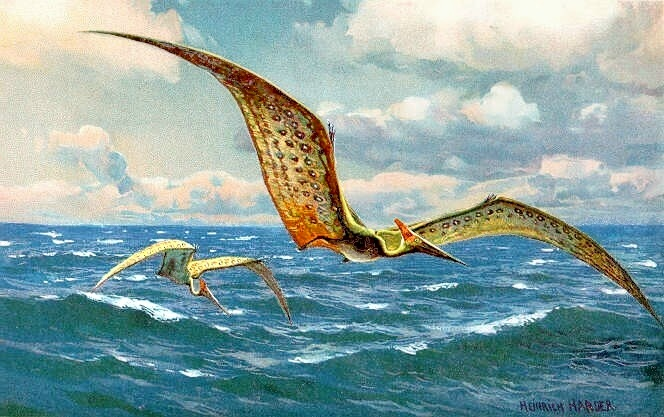
رسم توضيحي لزواحف طائرة.

عاشت هذه الزواحف من العصر الترياسي المتأخر إلى نهاية العصر الطباشيري (من 225 إلى 65.5 مليون سنة خلت). يُوجد أكثر من 100 نوع معروف من التيروصورات، وقد كانت هذه الزواحف ضوارٍ تتغذى على الأسماك واللافقاريات البحرية ومختلف الحيوانات الأرضية.
يرجّح الباحثون أن هذه المخلوقات كانت لها قوة طيران كبيرة، حيث كانت -بفضل أجنحتها الكبيرة- تطير مئات الكيلومترات، مما يمكنها من بلوغ مناطق من أميركا الجنوبية، تماما مثل طيور الكوندور حاليا.

## حفريات كمكم

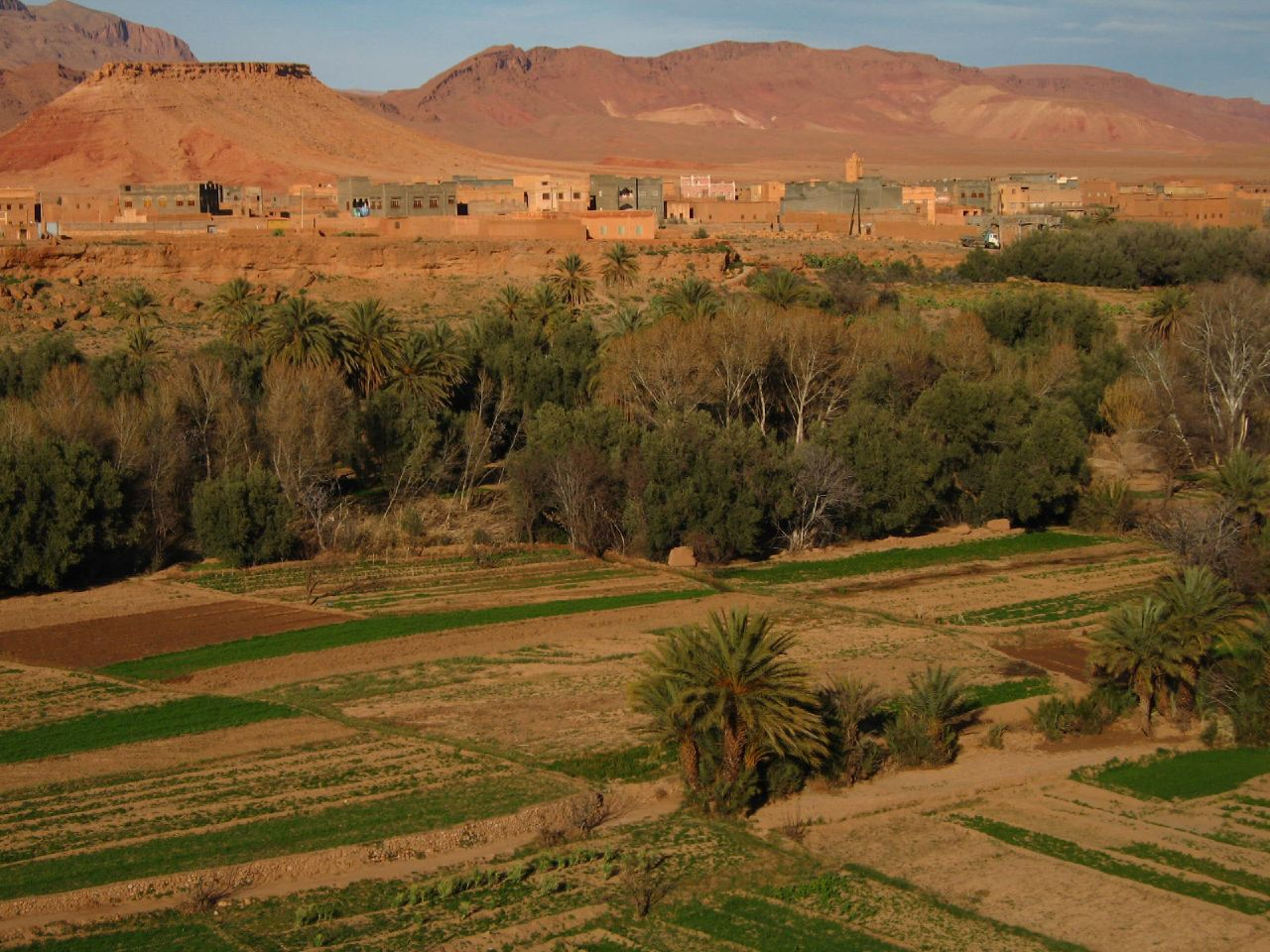
صورة لمدينة أرفود ووراءها مرتفعات منطقة كمكم.
دأب سكان قرية بقعة بمنطقة كمكم عند مخرج مدينة أرفود على الذهاب يوميا إلى أعالي جبال المنطقة للبحث عن الأحافير وبقايا العظام، ثم يبيعون ما وجوده لتجار الأحافير أو العلماء الموجودين باستمرار في المنطقة. من بين البقايا التي باعها السكان للباحثين كانت هناك مجموعة أفكاك، بها عظام أسنان زواحف طائرة، لم تكن معروفة من قبل، مما أدرى لهذا الاكتشاف.
تعرف منطقة كمكم بأنها تتوفر على عدد كبير من الحفريات، إذ أن أحد الباحثين المشاركين في هذا الاكتشاف أكد أن «منطقة كم كم منطقة متميزة، فهناك تم اكتشاف بقايا العديد من الديناصورات والحيوانات التي عاشت في أفريقيا قبل مئة مليون سنة، وهي منطقة فريدة لأنها ما زالت تحتفظ ببقايا هذه الحيوانات الكبيرة المفترسة وأيضا الصغيرة منها».
كون الاكتشاف متعلقا بزواحف طائرة، تمكن الباحثون من ربط الاكتشاف باكتشافات أخرى في قارات أخرى، حيث أنهم أكدوا وجود شبه بين اكتشاف كمكم واكتشافات سابقة في أمريكا الجنوبية.

## حفريات أخرى بالمغرب
اكتشاف الحفريات بكمكم ليس الأول من نوعه في المغرب، حيث أنه في شهر فبراير 2019 تم الإعلان عن العثور على مستحاثات قرب مدينة زاكورة، مكنت الباحثين من معرفة أسرار حول كائن ستيلوفورس، الذي كان يعيش على بعد سنتمترات من المحيطات قبل 500 مليون سنة.
وخلال ذات الشهر عثر فريق علمي من مختبر المكامن المعدنية والهيدرو-جيولوجيا والبيئة، بجامعة محمد الأول بوجدة، على بقايا ديناصورات بنواحي تندرارة، في إقليم فكيك، عبارة عن عظام وآثار أقدام هذه الكائنات التي عاشت في هذه المنطقة قبل ملايين السنين.
بعد ذلك، في شهر أكتوبر 2019، نشرت دراسة أنه قد تم العثور عن حفريات تعود لكائن بحري يسمى مفصليات ثلاثية الفصوص في منطقة فزواطة الواقعة في إقليم زاكورة. خلال نفس الشهر أيضا تمكن فريق من علماء الحفريات من العثور على بقايا هيكلية لأسماك قرش بدائية عاشت قبل ملايين السنين في حوض بحري كان يقع في في جبال الأطلس الصغير.